# Bharatheeya goanensis
Bharatheeya goanensis är en svampart som först beskrevs av Bhat & W.B. Kendr., och fick sitt nu gällande namn av D'Souza & Bhat 2002. Bharatheeya goanensis ingår i släktet Bharatheeya, divisionen sporsäcksvampar och riket svampar.   Inga underarter finns listade i Catalogue of Life.